# Alexandre Burmester
Alexandre Martins da Costa Burmester, mais conhecido por Alexandre Burmester (Porto, 4 de janeiro de 1957), é um arquiteto português.

## Biografia
Filho de Gerardo Curbera Burmester, de ascendência Alemã e Espanhola, e de sua mulher Maria Inês de Abreu Martins da Costa.
A infância e a adolescência do arquitecto foram passados na cidade do Porto.
Na década de 70 foi para o Brasil, onde estudou arquitectura nas universidades Gama Filho e Santa Úrsula.

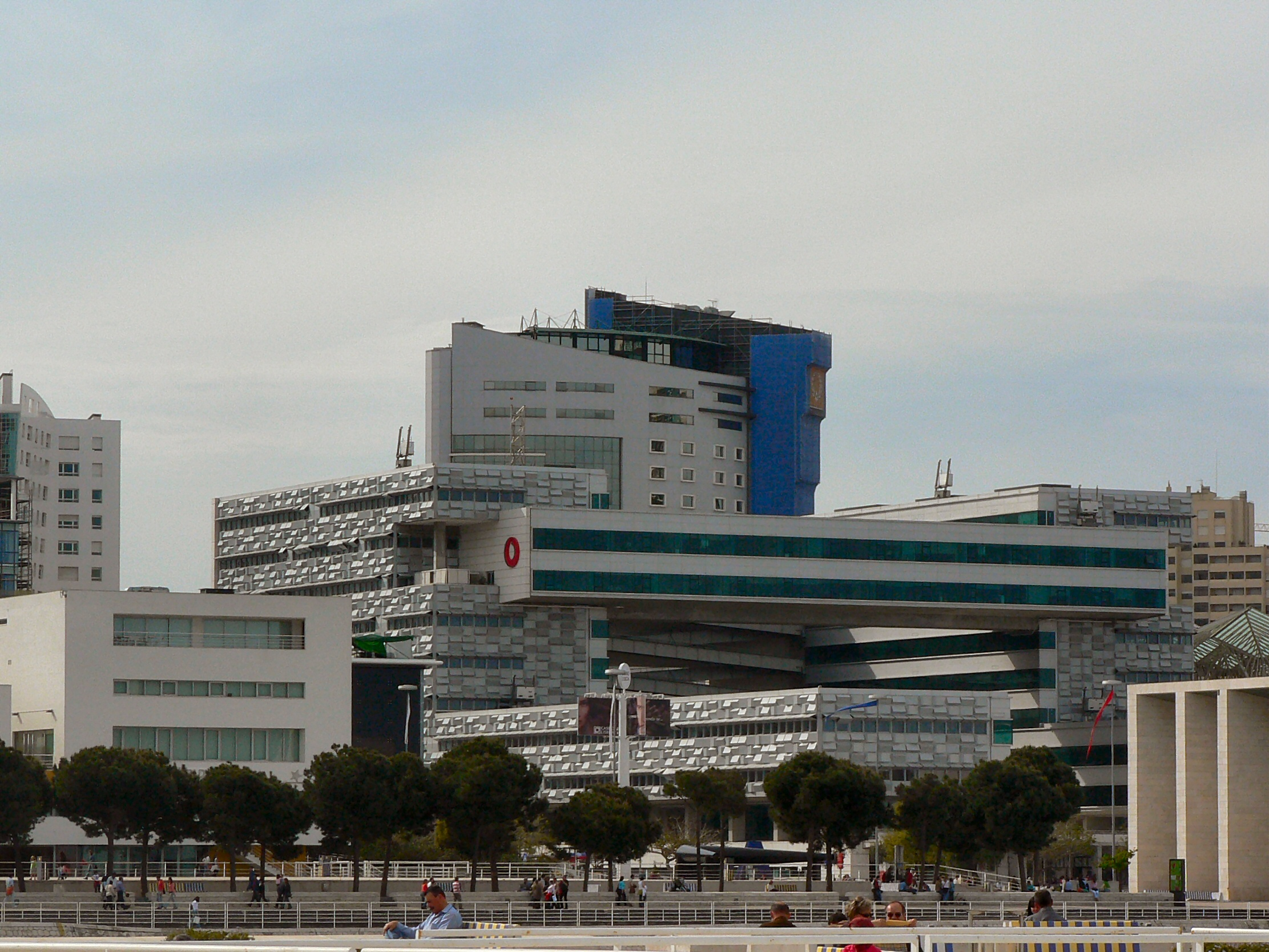
Edifício da Vodafone em Lisboa

## Obras
- Pavilhão da Água. Projecto conjunto com José Carlos Gonçalves foi um dos pavilhões temáticos na Expo 98, em Lisboa, posteriormente reinstalado no Parque da Cidade do Porto.[2]
- Habitação unifamiliar, em S. João do Carvalhinho.[3]
- Edifício na Rua da Vilarinha, n.º 431, no Porto.[4]
- Edifício Sede da Vodafone, em Lisboa.[5]

## Prémios
- Menção Honrosa do Prémio João de Almada de 1990, pelo projecto conjunto com Maria de Fátima Burmester do edifício na Rua da Vilarinha n.º 431.[4]
- Melhor Empreendimento do Ano de 2004, pelo projecto do Edifício Sede da Vodafone[6]
- Menção Honrosa do Prémio Municipal de Arquitectura e Urbanismo de Santo Tirso, pelo projecto de uma habitação unifamiliar em S. João do Carvalhinho.[3]
- Prémios Valmor e Municipal de Arquitectura de 2005, pelo projecto do Edifício Sede da Vodafone.[5]
- Prémio Internacional Dedalo Minosse de 2004, pelo projecto do Edifício Sede da Vodafone.[7]